# Nikola Dudášová
Nikola Dudášová (Banská Bystrica, 17 marzo 1995) è una cestista slovacca.

## Carriera
Con la Slovacchia ha disputato due edizioni dei Campionati europei (2017, 2021).